# Gongsun Kang

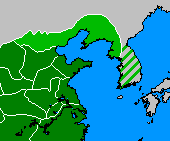
Territoire des Gongsun à la fin de la période Han

Gongsun Kang (?-221) Fils de Gongsun Du et seigneur de guerre sous les Han. Il succéda à son père en l’an 204 et gouverna les commanderies du Liaodong, de même que les commanderies de Xuantu et de Lelang aux frontières nord-est de l’empire. Gouvernant toujours avec une certaine autonomie face au gouvernement central, il créa la commanderie de Daifang en sectionnant celle de Lelang, ce qui permit une administration plus efficace.
En l’an 207, Yuan Xi, Yuan Shang, de même que Tadun, chef des Wuhuan, tentèrent de se réfugier avec Gongsun Kang à la suite de leur déroute contre Cao Cao. Gongsun Kang dut alors prendre position et il fit exécuter les frères Yuan et Tadun, puis envoya leurs têtes à Cao Cao. Il fut alors récompensé en recevant le titre de Seigneur de Xiangping et de Général de la Gauche, évitant du même coup une invasion de ses terres de la part de Cao Cao. Il mena également plusieurs campagnes militaires fructueuses contre les peuples voisins où il infligea notamment une sévère défaite au Koguryŏ, qui durent en conséquence déménager leur capitale. Il obtint aussi la soumission des peuples Puyŏ et Huimo et fit d’importantes conquêtes sur la péninsule coréenne.
Il mourut de causes naturelles en l'an 221 et puisque ses fils étaient trop jeunes pour gouverner, sa succession alla à son frère Gongsun Gong.